# 酸辣粉

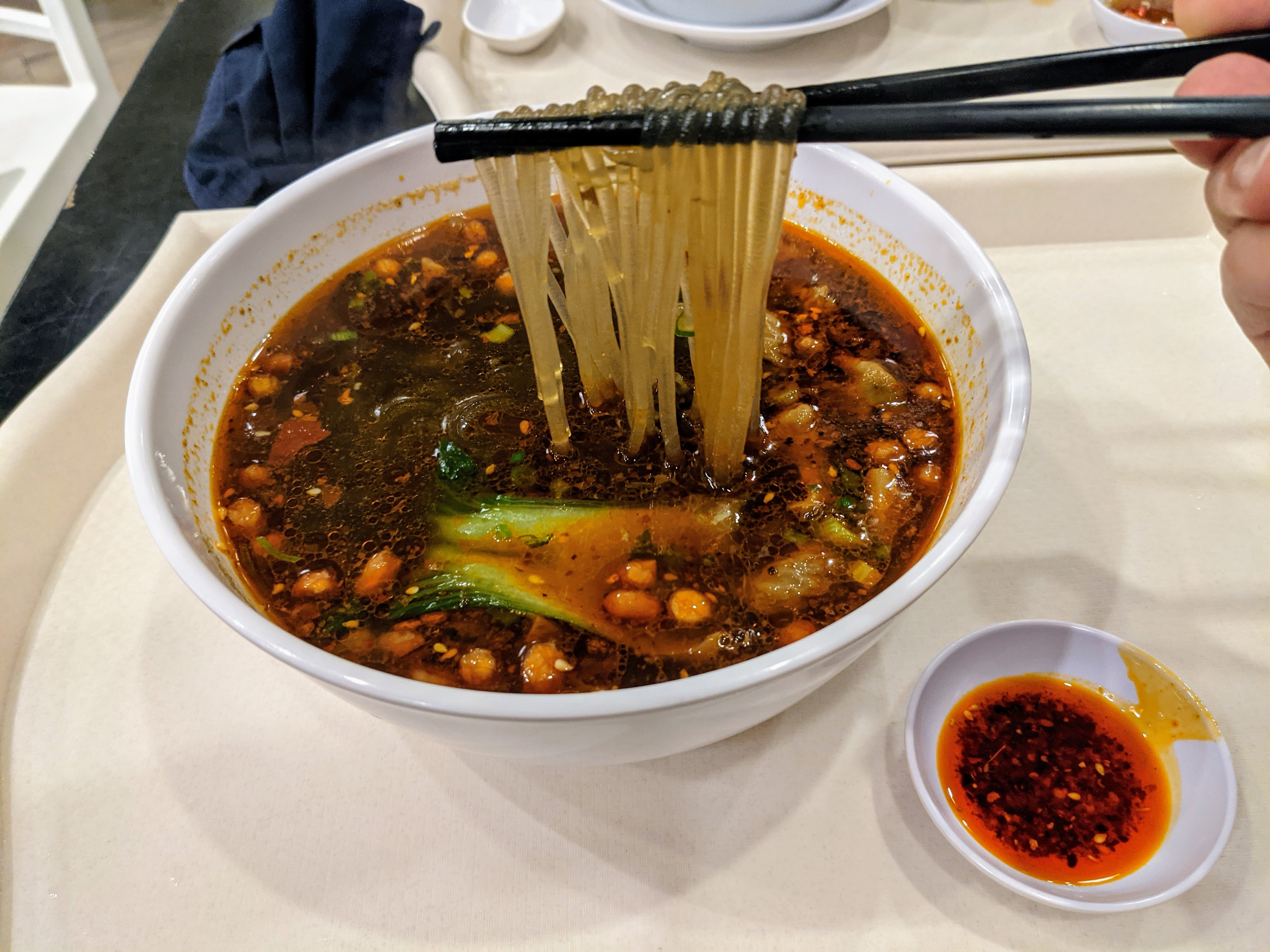
一碗成都风味的酸辣粉，配菜有猪肠、花生和白菜

酸辣粉是流行于中國南方的一种小吃，主要由红薯粉组成。
酸辣粉可分為兩大類，一种为「水粉」，是用红薯淀粉本身调配制作的；另一种是「干粉」，即把紅薯粉加工成粉条状的干粉条。

## 制作方法
原料：红薯淀粉5000克，明矾35-40克，熟芡糊125-130克。
　　注：熟芡为红薯淀粉先用清水调散，再用沸水冲入，搅成稀糊状，俗成“打熟芡”。
制作：
1、将明矾研成细粉，加水100克搅匀制成明矾水。
2、熟芡糊倒入盆内，加入红薯淀粉、清水2000克、明矾水揉成软硬适度的粉团待用。
3、用一大铝瓢将其用工具插成出黄豆般大小的孔，将粉团装水瓢内，用手掌拍粉团使之成线条漏入开水锅内烫熟，再挑入凉水内漂凉即成“水粉”。
“酸辣粉”调味料的调制和浇苕的种类：
“酸辣粉”所用浇苕，如同面条浇苕一样制作，使用酸食的主要有“肥肠苕”、“凉粉苕”、“排骨苕”等，其中尤以“肥肠苕”最为著名。“肥肠苕”分为“酸辣肥肠粉”和“原汤肥肠粉”，即酸辣口味和鲜鹹口味。调味主要用胡椒粉、红油辣椒、食用油、葱花、酱油、芽菜、芹菜粒、醋、香菜、大头芽粒（四川的一种蔬菜）、油酥黄豆、油炸花生仁、味精等组成。
烫氽酸辣粉的汤，以煮肥肠、猪耳等艘熬制的浓白色的原汤。具体操作是：将醋、红油辣椒、酱油、味精、芽菜放入汤碗中，注入原汤，将粉入锅中烫制后挑入碗内，撒上芹菜、香菜、大头芽、酥黄豆即可。